# Monte Molaro
Il Monte Molaro è un rilievo montuoso situato fra i comuni di Campagna e Olevano sul Tusciano nel Parco regionale Monti Picentini fa parte dei monti Picentini.

## Descrizione
Rilievo calcareo-dolomitico, insieme ai Monte Ripalta, Monte Raione e Monte Costa Calda costituisce lo spartiacque tra i bacini idrogeografici del fiume Tusciano a ovest e del fiume Tenza a est. 
Il monte, si presenta coperto da boschi di querce, castagni, cerri e tassi mentre la sommità è occupata da una prateria.

## Sentieri
Dalla loc. San Donato di Eboli, attraverso una strada vicinale, è possibile raggiungere l'altopiano sovrastante il monte Ripalta e successivamente il monte Molaro.
Da Campagna, attraverso il sentiero partente dal quartiere ‘Zappino’’, raggiunta la vetta del Monte Ripalta, si può continuare fino a raggiungere la vetta del Raione e del Molaro. Sulla sua sommità è presente il Casone di Melaina, un rifugio di servizio dei taglialegna.